# Milko Kelović
Milko Kelović (1888. − 1971.), hrvatski prozaik, pjesnik i publicist. Po struci slavist i germanist.

## Životopis
Rođen je 1888. godine. Studirao je na Mudroslovnom fakultetu u Zagrebu slavistiku i germanistiku. Član HKAD Domagoj. 1909. je godine pokrenuo list Krijes zajedno s Velimirom Deželićem ml. i Rudolfom Eckertom. Član Hrvatskog katoličkog seniorata od 1913. godine. Tijekom balkanskih ratova bio je ratni izvjestitelj Riječkih novina.
Kelović je vodio nakladničku kuću Knjižara novine M. Kelović.
25. ožujka 1911. na glavnoj skupštini HKAD Domagoj izabran je za predsjednika.

## Djela
Pisao je prozu i pjesme koje je objavio u više časopisa i novina.
1915. i 1916. (2. dio s podnaslovom Zarobljeni) u dva sveska izašao mu je roman U plamenu krvi : roman : iz austrijsko-ruskoga rata 1914./5. , objavljen u nakladi Novina.